# Pizza capricciosa
La pizza capricciosa è caratterizzata da un condimento di salsa di pomodoro, mozzarella, prosciutto cotto, funghi (di solito champignon), olive verdi o nere e carciofini. Esistono delle varianti che presentano le acciughe o le uova sode. Sebbene a volte abbia gli stessi ingredienti della pizza alle quattro stagioni, la capricciosa presenta condimenti tutti insieme sparsi e non divisi in quattro spicchi.
Risulta inventata nell'omonimo ristorante di Roma nel 1937.